# Čepljezovke
Čepljezovke (lat. Asphodelaceae), velika biljna porodica jednosupnica iz reda šparogolike, Danas se dijeli na tri potporodice koje su nekada činile samostalne porodice, to su Asphodeloideae s glavnim rodom čepljez ili brđen (Asphodelus); Hemerocallidoideae nekada porodica Hemerocallidaceae koja nosi ime po rodu graničica (Hemerocallis) i Xanthorrhoeoideae, nekada porodica Xanthorrhoeaceae nom. cons., s rodom ksantorheja (Xanthorrhoea)
Drugi značajni predstavnici su aloj (Aloe), zlatoglavica (Asphodeline), astroloba (Astroloba), bulbine (Bulbine), bulbinela (Bulbinella), dijanela (Dianella), Eremurus, gasterija (Gasteria), geitonoplesijum (Geitonoplesium) i druge

## Potporodice i rodovi
Porodica ima 3 potporodice sa 6 tribusa i 40 rodova:
- Potporodica Asphodeloideae Burnett
  - Tribus Asphodeleae Lam. & DC.
    1. Asphodeline Rchb. (18 spp.)
    2. Asphodelus L. (18 spp.)
    3. Bulbinella Kunth (25 spp.)
    4. Kniphofia Moench (71 spp.)
    5. Trachyandra Kunth (61 spp.)
    6. Eremurus M. Bieb. (60 spp.)
    7. Bulbine Wolf (94 spp.)

  - Tribus Aloeae A. Rich.
    1. Aloidendron (A. Berger) Klopper & Gideon F. Sm. (7 spp.)
    2. Kumara Medik. (2 spp.)
    3. Haworthia Duval (59 spp.)
    4. Aloiampelos Klopper & Gideon F. Sm. (7 spp.)
    5. Aloestrela Molteno & Gideon F. Sm. (1 sp.)
    6. Aloe L. (566 spp.)
    7. Haworthiopsis G. D. Rowley (19 spp.)
    8. Gasteria Duval (25 spp.)
    9. Astroloba Uitewaal (12 spp.)
    10. ×Astrolista Molteno & Figueiredo (0 sp.)
    11. Aristaloe Boatwr. & J. C. Manning (1 sp.)
    12. Gonialoe (Baker) Boatwr. & J. C. Manning (4 spp.)
    13. Tulista Raf. (5 spp.)
- Potporodica Xanthorrhoeoideae Reveal
  - Tribus bez ranga
    1. Xanthorrhoea Sm. (28 spp.)
- Potporodica Hemerocallidoideae Lindl.
  - Tribus Hemerocallideae Duby
    1. Simethis Kunth (1 sp.)
    2. Hemerocallis L. (13 spp.)

  - Tribus Johnsonieae Benth.
    1. Hodgsoniola F. Muell. (1 sp.)
    2. Tricoryne R. Br. (9 spp.)
    3. Corynotheca F. Muell. (13 spp.)
    4. Caesia R. Br. (15 spp.)
    5. Arnocrinum Endl. & Lehm. ex Lehm. (3 spp.)
    6. Hensmania W. Fitzg. (3 spp.)
    7. Stawellia F. Muell. (2 spp.)
    8. Johnsonia R. Br. (5 spp.)

  - Tribus Phormieae Nakai
    1. Pasithea D. Don (1 sp.)
    2. Phormium J. R. Forst. & G. Forst. (2 spp.)

  - Tribus Dianelleae Baker
    1. Geitonoplesium A. Cunn. (1 sp.)
    2. Agrostocrinum F. Muell. (2 spp.)
    3. Herpolirion Hook.f. (1 sp.)
    4. Stypandra R. Br. (2 spp.)
    5. Thelionema R. J. F. Hend. (3 spp.)
    6. Excremis Willd. (1 sp.)
    7. Dianella Juss. (39 spp.)